# Іванівка (Кременчуцький район)
Іва́нівка — село в Україні, в Оболонській сільській громади Кременчуцького району Полтавської області. Населення становить 757 осіб. Колишній центр Іванівської сільської ради.

## Географія
Село Іванівка знаходиться на березі річки Крива Руда, нижче за течією на відстані 1,5 км розташоване село Проценки.

## Історія
Засноване в першій третині XVIII ст.

### Репресовані радянською владою односельці
1. Вегаленко Юрій Іванович [Архівовано 30 червня 2017 у Wayback Machine.] — 1876 року народження, Полтавська обл. с. Іванівка Семенівського р-ну, національність: українець, із селян, Заарештований 11 квітня 1938 р., Засуджений Особливою трійкою при УНКВС Полтавської обл. 23 квітня 1938 р. за ст. ст. 54-10, 54-11 КК УРСР до розстрілу з конфіскацією майна., Вирок виконано 1 червня 1937 р.
2. Глоба Павло Вікторович — 1921 року народження, Полтавська обл. с. Іванівка Семенівського р-ну, національність: українець, із селян, освіта неповна середня, останнє місце проживання: прожив. на Донбасі, Останнє місце роботи: Шахтар. Мобілізований до Червоної Армії у 1941 р. Червоноармієць 7 стрілецького корпусу, Засуджений Військовим трибуналом 7 стрілецького корпусу 26 липня 1941 р. за ст. 58-10 ч. 2 КК РРФСР до 8 років позбавлення волі., Звільнений у 1952 р.
3. ТЕРЯНИК Дмитро Олександрович,1906 р.н., с. Іванівка Оболонянського р-ну, Полтавської обл., українець, із землеробів, освічений. Проживав у с. Іванівка. Розкуркулено у 1930 році. Заарештований 14 липня 1938 р. Засуджений собливою трійкою при УНКВС Полтавської обл. 8 жовтня 1938 р. за ст.ст. 54-6, 54-9, 54-11 КК УРСР до 10 років позбавлення волі з конфіскацією майна. Реабілітований військовим трибуналом КВО 15 лютого 1957 р. Національний банк репресованих  »  Запис №176755 https://www.reabit.org.ua/nbr/?ID=176755
4.ВЕКЛЕНКО Яків Степанович 1881 р.н., с. Іванівка Семенівського р-ну, Полтавської обл., українець, із землеробів, освічений. Проживав у с. Іванівка Оболонянського району Полтавської області. Розкуркулений у 1929 р.по 1-й категорії і підлягав до виселення на соловки, але втік зі своєю родиною із села. Повернувся в Іванівку у 1937 році. Працював автогонщиком у Оболонському МТС. Заарештований 14 липня 1938 року.  Засуджений особливою трійкою при УНКВС Полтавської обл. 8 жовтня 1938 р. за ст. ст. 54-6, 54-10, 54-11 КК УРСР до розстрілу з конфіскацією майна. Вирок виконано 13 жовтня 1938 р. Реабілітований військовим трибуналом КВО 15 лютого 1957 р.  Національний банк репресованих  »  Запис №160746 https://www.reabit.org.ua/nbr/?ID=160746

## Політика

### Парламентські вибори, 2019
На позачергових парламентських виборах 2019 року у селі функціонувала окрема виборча дільниця № 530832, розташована у приміщенні школи.
Результати
- зареєстровано 425 виборців, явка 61,88%, найбільше голосів віддано за «Слугу народу» — 31,30%, за Радикальну партію Олега Ляшка — 19,85%, за Всеукраїнське об'єднання «Батьківщина» — 14,50%.[1] В одномандатному окрузі найбільше голосів отримав Фахраддін Мухтаров (самовисування) — 46,72%, за Костянтина Іщейкіна (самовисування) — 16,99%, за Олексія Баганця (Всеукраїнське об'єднання «Батьківщина») — 12,74%[2].

## Економіка
- ТОВ «Маяк».

## Населення

### Мова
Розподіл населення за рідною мовою за даними перепису 2001 року:
| Мова       | Кількість | Відсоток |
| ---------- | --------- | -------- |
| українська | 748       | 98.81%   |
| російська  | 8         | 1.06%    |
| білоруська | 1         | 0.13%    |
| Усього     | 757       | 100%     |

## Об'єкти соціальної сфери
- Школа І-ІІ ст.

## Відомі люди
- Піковець Іван Васильович (1710–1751) — козак, засновник с. Іванівка, сотник Лукомський.

### Уродженці
- Панич Ігор Васильович (1919–1990) — залужений художник УРСР.
- Іконник Віктор Михайлович (1929–2000) — хоровий диригент, педагог.
- Гапон Світлана Василівна (1958) — український вчений-біолог, професор, доктор біологічних наук.